# Michael Hofreiter
Michael Hofreiter (* 1973) ist ein deutscher Evolutionsbiologe, Hochschullehrer an der Universität Potsdam, und hat dort den Lehrstuhl für Allgemeine Zoologie/Evolutionäre adaptive Genomik inne.

## Leben und Wirken
Hofreiter studierte Biologie und schloss sein Diplom 1999 an der Ludwig-Maximilians-Universität in München ab. Er promovierte 2002 an der Universität Leipzig und arbeitet danach bis 2009 als Postdoc und als Research group leader am Max-Planck-Institut für evolutionäre Anthropologie. Im Jahre 2009 erhielt er einen Ruf als Professor an die University of York, wo er den Lehrstuhl für Evolutionary Biology and Ecology besetzte. 2013 erhielt Hofreiter den Ruf nach Potsdam, welchen er im Oktober 2013 annahm. Hofreiters Schwerpunkt sind die Analyse kompletter Genome fossiler und moderner Proben.
Im Herbst 2020 gehörte er zu den Erstunterzeichnern des Appell für freie Debattenräume.
Michael Hofreiters Bruder ist der deutsche Politiker Anton Hofreiter.